# Patro (ústa)
Patro (palatum) je strop dutiny ústní. Jedná se o přepážku, oddělující nosní dutiny od úst. Patro je pokryto mukózní membránou (jako součást sliznice). Patro se velmi často rozlišuje na přední tvrdé patro, které nese též horní čelist, a zadněji umístěné patro měkké, tvořené svalovinou a vazivem. Měkké patro při polykání zabraňuje tomu, aby sousta pronikala nahoru nosní dutinou. Patro také pomáhá při tvorbě zvuku.

## Evoluce
U nejjednodušších obratlovců se patro označuje jako primární, jelikož jeho kostěnou výztuhu představují pouze kosti na bázi mozkovny (neurokrania). U lalokoploutvých ryb a některých čtyřnožců se přímo v primárním patře nachází otvory, tzv. choany. To však znamenalo, že ústní dutina plnila funkci dýchací i trávicí, což mohlo u suchozemských obratlovců představovat problém. Přidáním další kostěné přepážky u pokročilých obratlovců vzniklo tzv. sekundární (druhotné) patro. Tato druhá přepážka se poprvé vyskytla zřejmě ve spodní juře u "protosuchianních" krokodylomorfů; z dnešních plazů například (v různém rozsahu) u krokodýlů, ale i želv i hadů (vznikly konvergentně). Přinejmenším u savců druhotné patro vzniká z vaziva budoucí horní čelisti a postupně překrývá směrem k nosnímu septu.

## Tvrdé patro
Palatum durum - tvrdé patro. Jeho podklad tvoří párové procc. palatini maxillarum et laminae horizontales ossium palatinorum, vepředu (od foramen incisivum) též premaxilla srostlá s maxilou. Sliznice tvrdého patra pevně srůstá s periostem a je nepohyblivá.Najdeme zde následující útvary:
- plicae palatinae transversae (rugae palatinae) - napříč probíhající nízké řasy, s rostoucím věkem se vyhlazují; vzhledem k růstu sliznice s periostem jsou tuhé
- raphe palati - podélný val ve střední čáře, je to stopa po srůstu patrových plotének pravé a levé strany
- papilla incisiva - drobná vyvýšenina ve střední čáře, okolo foramina incisiva; jsou zde vklesliny sliznice, někdy ve formě dvou slepých kanálků - ductus incisivi

## Měkké patro
Palatum molle - měkké patro je pohyblivá ploténka navazující dorzálně na palatum durum. Základ tvoří vazivová aponeurosis palatina, která pokračuje z periostu laminae horizontales ossium palatinorum, do ní se upínají a od ní začínají mm. palatini mollis et faucium (svaly měkkého patra a úžiny hltanové). Povrch měkkého patra je kryt sliznicí, jejíž povrch tvoří na spodní ústní straně mnohovrstevný dlaždicovitý epitel, v němž jsou místy zabudovány chuťové pohárky, a na horní straně epitel víceřadý cylindrický s řasinkami obsahující roztroušené ostrůvky dlaždicovitého mnohovrstevnatého epitelu. Ploténka měkkého patra je pohyblivá, od tvrdého patra se sklání šikmo dorsokaudálně; uprostřed zadního okraje měkkého patra vyčnívá uvula palatina (čípek).
Ve sliznici patra se nacházejí drobné slinné žlázky glandulae palatinae.

## Onemocnění
Každé pětisté dítě se rodí s tzv. rozštěpem patra.